# Victoria Shaw (attrice)
Victoria Shaw, pseudonimo di Jeanette Ann Lavina Mary Elizabeth Elphick (Sydney, 25 maggio 1935 – Sydney, 17 agosto 1988), è stata un'attrice australiana.

## Biografia
Studiò da modella con June Dally-Watkins prima di esordire come partner di Chips Rafferty in The Phantom Stockman (1953), diretto dal regista australiano Lee Robinson. Bob Hope la notò durante una tournée in Australia e la convinse a tentar la fortuna a Hollywood, ove nel 1955 firmò un contratto con la Columbia Pictures. 
Recitò al fianco di Tyrone Power in Incantesimo (1956), biografia del pianista e direttore d'orchestra Eddie Duchin, e apparve in altri celebri film come il poliziesco Il kimono scarlatto (1959), di Samuel Fuller, Alla conquista dell'infinito (1960), biografia di Wernher von Braun (interpretato da Curd Jürgens), e in Alvarez Kelly (1966), western con William Holden e Richard Widmark.
Fece anche numerose apparizioni in spettacoli televisivi per l'ABC, quali General Hospital e Charlie's Angels, e per la NBC, quali Ironside con Raymond Burr.

## Vita privata
Dal matrimonio con l'attore Roger Smith, che sposò nel 1956 e dal quale divorziò nel 1965, la Shaw ebbe tre figli, Tracey Leone (nato nel 1957); Jordan F. (nato nel 1958), e Dallas E. (nato nel 1961).
L'attrice morì nel 1988, all'età di 53 anni, per enfisema.

## Filmografia

### Cinema
- The Phantom Stockman, regia di Lee Robinson (1953) (con il nome di Jeanette Elphick)
- Incantesimo (The Eddy Duchin Story), regia di George Sidney (1956)
- Il kimono scarlatto (The Crinsom Kimono), regia di Samuel Fuller (1959)
- Sull'orlo dell'abisso (Edge of Eternity), regia di Don Siegel (1959)
- Because They're Young, regia di Paul Wendkos (1960)
- Alla conquista dell'infinito (Wernher von Braun), regia di J. Lee Thompson (1960)
- Alvarez Kelly, regia di Edward Dmytryk (1966)
- Prelude, regia di John Astin (1968)
- Il mondo dei robot (Westworld), regia di Michael Crichton (1973)

### Televisione
- Lux Video Theatre – serie TV, 1 episodio (1956)
- Indirizzo permanente (77 Sunset Strip) – serie TV, episodio 4x16 (1962)
- Sotto accusa (Arrest and Trial) – serie TV, episodio 1x30 (1964)
- The Crisis – serie TV, 1 episodio (1964)
- Organizzazione U.N.C.L.E. (The Man from U.N.C.L.E.) – serie TV, 1 episodio (1964)
- No Time for Sergeants – serie TV, 1 episodio (1964)
- Disneyland – serie TV, 1 episodio (1965)
- I giorni di Bryan (Run for Your Life) – serie TV, episodio 2x10 (1966)
- Tarzan – serie TV, episodio 1x24 (1967)
- Cimarron Strip – serie TV, 1 episodio (1968)
- F.B.I. (The F.B.I.) – serie TV, 2 episodi (1968)
- Ironside – serie TV, 1 episodio (1969)
- Barnaby Jones – serie TV, 1 episodio (1973)
- General Hospital – serie TV, 1 episodio (1974)
- Uno sceriffo a New York (McCloud) – serie TV, 1 episodio (1976)
- Charlie's Angels – serie TV, episodio 2x24 (1978)

## Doppiatrici italiane
Fra le doppiatrici italiane di Victoria Shaw si segnalano:
- Maria Pia Di Meo in Incantesimo, Il kimono scarlatto
- Rosetta Calavetta in Alvarez Kelly, Il mondo dei robot
- Fiorella Betti in Sull'orlo dell'abisso
- Lydia Simoneschi in Alla conquista dell'infinito
- Paila Pavese in Charlie's Angels